# Fernando Esquío
Fernando Esquío (fl. XIII secolo) è stato un poeta galiziano, attivo verso la fine del XIII e inizi del XIV secolo.
Della sua opera poetica si conservano nove cantigas, tra cui quattro di amigo, tre di escarnio e due di amor.